# TV5 (Filippinerna)
TV5 är en kommersiell TV-kanal i Filippinerna som började sända år 1960 som ABC. Den stängde av för första gången 1972 eftersom President Ferdinand Marcos förklarade krigsrätt som tvingade flera mediabolag att sluta med sina sändningar. Kanalen återupptog sin verksamhet år 1992 (också som ABC) och bytte namn till TV5 den 8 augusti 2008. Kanalens huvudkontor är i Mandaluyong City, Metro Manila och ägs av Mediaquest Holdings Inc. Sedan 2010, heter den också "The Kapatid Network" (Det syskonliga nätverket).
Kanalen är känd för sitt nyhetsprogram Frontline Pilipinas och PBA basketball spel.

## Program

### Nyheter
- Frontline Pilipinas
- Frontline Tonight
- Ted Failon at DJ Chacha sa Radyo5

### Sport
- NBA
- PBA

### Informativ
- Rated Korina (2020)

### Animerad (från utlandet)
- Cartoon Network on TV5 Kids